# Stanley Cup playoff 2003
I playoff della Stanley Cup 2003 del campionato NHL 2002-2003 hanno avuto inizio il 9 aprile 2003. Le sedici squadre qualificate per i playoff, otto da ciascuna Conference, hanno giocato una serie di partite al meglio di sette per i quarti di finale, semifinali e finali di Conference. I vincitori delle due Conference hanno disputato una serie di partite al meglio di sette per la conquista della Stanley Cup. I campioni di ciascuna Division conservarono il proprio ranking per l'intera durata dei playoff, mentre le altre squadre furono ricollocate nella graduatoria dopo ciascun turno.
Per la prima volta si qualificarono ai playoff i Minnesota Wild, expansion-team già qualificatosi alla post-season alla terza stagione in NHL. I Wild, qualificatisi in sesta posizione, riuscirono ad avanzare fino alla finale della Western Conference prima di essere eliminati dai New Jersey Devils, dopo essersi qualificati nei due turni precedenti dopo essere stati sotto 3-1 nelle prime due serie.

## Squadre partecipanti

### Eastern Conference
1. Ottawa Senators – vincitori della Northeast Division e della stagione regolare nella Eastern Conference e del Presidents' Trophy, 113 punti
2. New Jersey Devils – vincitori della Atlantic Division, 108 punti
3. Tampa Bay Lightning – vincitori della Southeast Division, 93 punti
4. Philadelphia Flyers – 107 punti
5. Toronto Maple Leafs – 98 punti
6. Washington Capitals – 92 punti
7. Boston Bruins – 87 punti
8. New York Islanders – 83 punti

### Western Conference
1. Dallas Stars – vincitori della Pacific Division, della stagione regolare nella Western Conference, 111 punti
2. Detroit Red Wings – vincitori della Central Division, 110 punti
3. Colorado Avalanche – vincitori della Northwest Division, 105 punti
4. Vancouver Canucks – 104 punti
5. St. Louis Blues – 99 punti
6. Minnesota Wild – 95 punti
7. Mighty Ducks Anaheim – 95 punti
8. Edmonton Oilers – 92 punti

### Tabellone
In ciascun turno la squadra con il ranking più alto si sfidò con quella dal posizionamento più basso, usufruendo anche del vantaggio del fattore campo. Nella finale di Stanley Cup il fattore campo fu determinato dai punti ottenuti in stagione regolare dalle due squadre. Ciascuna serie, al meglio delle sette gare, seguì il formato 2–2–1–1–1: la squadra migliore in stagione regolare avrebbe disputato in casa Gara-1 e 2, (se necessario anche Gara-5 e 7), mentre quella posizionata peggio avrebbe giocato nel proprio palazzetto Gara-3 e 4 (se necessario anche Gara-6).
|  | Quarti di finale Conference | Quarti di finale Conference                      | Quarti di finale Conference |   |                     | Semifinali Conference | Semifinali Conference | Semifinali Conference |                    |                      | Finali Conference  | Finali Conference  | Finali Conference  |  |  | Finale Stanley Cup | Finale Stanley Cup | Finale Stanley Cup |
|  |                             |                                                  |                             |   |                     |                       |                       |                       |                    |                      |                    |                    |                    |  |  |                    |                    |                    |
|  | 1                           | Ottawa Senators                                  | 4                           |   |                     | 1                     | Ottawa Senators       | 4                     |                    |                      |                    |                    |                    |  |  |                    |                    |                    |
|  | 8                           | New York Islanders                               | 1                           |   |                     | 4                     | Philadelphia Flyers   | 2                     |                    |                      |                    |                    |                    |  |  |                    |                    |                    |
|  |                             |                                                  |                             |   |                     |                       |                       |                       |                    |                      |                    |                    |                    |  |  |                    |                    |                    |
|  | 2                           | New Jersey Devils                                | 4                           |   |                     |                       |                       |                       | Eastern Conference | Eastern Conference   | Eastern Conference | Eastern Conference | Eastern Conference |  |  |                    |                    |                    |
|  | 2                           | New Jersey Devils                                | 4                           |   |                     |                       |                       |                       | Eastern Conference | Eastern Conference   | Eastern Conference | Eastern Conference | Eastern Conference |  |  |                    |                    |                    |
|  | 7                           | Boston Bruins                                    | 1                           |   |                     |                       |                       |                       |                    |                      |                    |                    |                    |  |  |                    |                    |                    |
|  | 7                           | Boston Bruins                                    | 1                           |   |                     |                       |                       |                       |                    | 1                    | Ottawa Senators    | 3                  |                    |  |  |                    |                    |                    |
|  |                             |                                                  |                             |   |                     |                       |                       |                       |                    | 1                    | Ottawa Senators    | 3                  |                    |  |  |                    |                    |                    |
|  |                             | 2                                                | New Jersey Devils           | 4 |                     |                       |                       |                       |                    |                      |                    |                    |                    |  |  |                    |                    |                    |
|  | 3                           | 2                                                | New Jersey Devils           | 4 | Tampa Bay Lightning | 4                     |                       |                       |                    |                      |                    |                    |                    |  |  |                    |                    |                    |
|  | 3                           |                                                  |                             |   | Tampa Bay Lightning | 4                     |                       |                       |                    |                      |                    |                    |                    |  |  |                    |                    |                    |
|  | 6                           | Washington Capitals                              | 2                           |   |                     |                       |                       |                       |                    |                      |                    |                    |                    |  |  |                    |                    |                    |
|  | 6                           | Washington Capitals                              | 2                           |   |                     |                       |                       |                       |                    |                      |                    |                    |                    |  |  |                    |                    |                    |
|  |                             |                                                  |                             |   |                     |                       |                       |                       |                    |                      |                    |                    |                    |  |  |                    |                    |                    |
|  |                             |                                                  |                             |   |                     |                       |                       |                       |                    |                      |                    |                    |                    |  |  |                    |                    |                    |
|  | 4                           | Philadelphia Flyers                              | 4                           |   | 2                   | New Jersey Devils     | 4                     |                       |                    |                      |                    |                    |                    |  |  |                    |                    |                    |
|  | 4                           | Philadelphia Flyers                              | 4                           |   | 2                   | New Jersey Devils     | 4                     |                       |                    |                      |                    |                    |                    |  |  |                    |                    |                    |
|  | 5                           | Toronto Maple Leafs                              | 3                           |   |                     | 3                     | Tampa Bay Lightning   | 1                     |                    |                      |                    |                    |                    |  |  |                    |                    |                    |
|  | 5                           | Toronto Maple Leafs                              | 3                           |   |                     |                       |                       |                       |                    | E2                   | New Jersey Devils  | 4                  |                    |  |  |                    |                    |                    |
|  |                             | (Accoppiamenti ristabiliti dopo il primo turno.) |                             |   |                     |                       |                       |                       |                    | E2                   | New Jersey Devils  | 4                  |                    |  |  |                    |                    |                    |
|  |                             | W7                                               | Mighty Ducks Anaheim        | 3 |                     |                       |                       |                       |                    |                      |                    |                    |                    |  |  |                    |                    |                    |
|  | 1                           | W7                                               | Mighty Ducks Anaheim        | 3 | Dallas Stars        | 4                     |                       |                       | 1                  | Dallas Stars         | 2                  |                    |                    |  |  |                    |                    |                    |
|  | 1                           |                                                  |                             |   | Dallas Stars        | 4                     |                       |                       | 1                  | Dallas Stars         | 2                  |                    |                    |  |  |                    |                    |                    |
|  | 8                           | Edmonton Oilers                                  | 2                           |   |                     | 7                     | Mighty Ducks Anaheim  | 4                     |                    |                      |                    |                    |                    |  |  |                    |                    |                    |
|  | 8                           | Edmonton Oilers                                  | 2                           |   |                     | 7                     | Mighty Ducks Anaheim  | 4                     |                    |                      |                    |                    |                    |  |  |                    |                    |                    |
|  |                             |                                                  |                             |   |                     |                       |                       |                       |                    |                      |                    |                    |                    |  |  |                    |                    |                    |
|  | 2                           | Detroit Red Wings                                | 0                           |   |                     |                       |                       |                       |                    |                      |                    |                    |                    |  |  |                    |                    |                    |
|  | 2                           | Detroit Red Wings                                | 0                           |   |                     |                       |                       |                       |                    |                      |                    |                    |                    |  |  |                    |                    |                    |
|  | 7                           | Mighty Ducks Anaheim                             | 4                           |   |                     |                       |                       |                       |                    |                      |                    |                    |                    |  |  |                    |                    |                    |
|  | 7                           | Mighty Ducks Anaheim                             | 4                           |   |                     |                       |                       |                       | 7                  | Mighty Ducks Anaheim | 4                  |                    |                    |  |  |                    |                    |                    |
|  |                             |                                                  |                             |   |                     |                       |                       |                       | 7                  | Mighty Ducks Anaheim | 4                  |                    |                    |  |  |                    |                    |                    |
|  |                             | 6                                                | Minnesota Wild              | 0 |                     |                       |                       |                       |                    |                      |                    |                    |                    |  |  |                    |                    |                    |
|  | 3                           | 6                                                | Minnesota Wild              | 0 | Colorado Avalanche  | 3                     |                       |                       |                    |                      |                    |                    |                    |  |  |                    |                    |                    |
|  | 3                           |                                                  |                             |   | Colorado Avalanche  | 3                     |                       |                       |                    |                      |                    |                    |                    |  |  |                    |                    |                    |
|  | 6                           | Minnesota Wild                                   | 4                           |   |                     |                       |                       |                       |                    |                      | Western Conference | Western Conference | Western Conference |  |  |                    |                    |                    |
|  | 6                           | Minnesota Wild                                   | 4                           |   |                     |                       |                       |                       |                    |                      | Western Conference | Western Conference | Western Conference |  |  |                    |                    |                    |
|  |                             |                                                  |                             |   |                     |                       |                       |                       |                    |                      |                    |                    |                    |  |  |                    |                    |                    |
|  | 4                           | Vancouver Canucks                                | 4                           |   | 4                   | Vancouver Canucks     | 3                     |                       |                    |                      |                    |                    |                    |  |  |                    |                    |                    |
|  | 4                           | Vancouver Canucks                                | 4                           |   | 4                   | Vancouver Canucks     | 3                     |                       |                    |                      |                    |                    |                    |  |  |                    |                    |                    |
|  | 5                           | St. Louis Blues                                  | 3                           |   |                     | 6                     | Minnesota Wild        | 4                     |                    |                      |                    |                    |                    |  |  |                    |                    |                    |

## Eastern Conference

### Quarti di finale di Conference

#### Ottawa - NY Islanders
| Arbitri: | Marc Joannette Bill McCreary |

|                                         |           |  |
| Scatchard 07:59 Jašin 11:35 Bates 29:06 | Marcatori |  |

| Arbitri: | Paul Devorski Marc Joannette |

|  |           |                                |
|  | Marcatori | 06:43 34:25 Hossa 08:24 Varaďa |

| Arbitri: | Kerry Fraser Chris Rooney |

|                                  |           |                              |
| White 18:42 82:25 Phillips 39:16 | Marcatori | 08:14 Jašin 19:06 Robitaille |

| Arbitri: | Dennis LaRue Bill McCreary |

|                                          |           |              |
| Fisher 00:28 Volčenkov 04:12 Hossa 28:01 | Marcatori | 22:48 Aucoin |

| Arbitri: | Dan Marouelli Kelly Sutherland |

|               |           |                                           |
| Parrish 26:48 | Marcatori | 13:53 Havlat 31:05 White 38:13 57:45 Bonk |

#### New Jersey - Boston
| Arbitri: | Kerry Fraser Kelly Sutherland |

|              |           |                           |
| Berard 43:29 | Marcatori | 15:35 31:38 Langenbrunner |

| Arbitri: | Kevin Pollock Brad Watson |

|                             |           |                                                                   |
| Murray 08:52 McGillis 33:59 | Marcatori | 14:17 Friesen 19:34 Rafalski 40:15 Langenbrunner 54:24 Nieuwendyk |

| Arbitri: | Marc Joannette Bill McCreary |

|                                           |           |  |
| Stevens 21:11 Pandolfo 52:00 Madden 58:54 | Marcatori |  |

| Arbitri: | Kerry Fraser Dan O'Halloran |

|                      |           |                                                                  |
| S. Niedermayer 41:37 | Marcatori | 19:47 Thornton 22:24 37:15 McGillis 41:45 Lapointe 43:37 McInnis |

| Arbitri: | Paul Devorski Don Koharski |

|  |           |                                        |
|  | Marcatori | 08:31 Madden 47:41 59:08 Langenbrunner |

#### Tampa Bay - Washington
| Arbitri: | Dan O'Halloran Don VanMassenhoven |

|                                 |           |  |
| Lang 16:01 37:57 Nylander 41:02 | Marcatori |  |

| Arbitri: | Kerry Fraser Kelly Sutherland |

|                                                                |           |                                            |
| Jágr 04:47 18:24 Bondra 07:22 49:09 Nylander 21:39 Grier 59:18 | Marcatori | 11:48 Prospal 38:48 Modin 50:44 Andreychuk |

| Arbitri: | Dennis LaRue Bill McCreary |

|                                                      |           |                               |
| Lecavalier 03:46 62:29 Prospal 23:44 St. Louis 51:13 | Marcatori | 14:21 30:25 Zubrus 57:04 Witt |

| Arbitri: | Paul Devorski Tim Peel |

|                                        |           |              |
| St. Louis 31:15 37:40 Lecavalier 41:24 | Marcatori | 35:29 Bondra |

| Arbitri: | Dave Jackson Brad Watson |

|                |           |                               |
| Nylander 37:01 | Marcatori | 13:52 Prospal 51:53 St. Louis |

| Arbitri: | Paul Devorski Rob Shick |

|                                   |           |              |
| Andreychuk 55:54 St. Louis 104:03 | Marcatori | 37:34 Bondra |

#### Philadelphia - Toronto
| Arbitri: | Stephane Auger Stephen Walkom |

|                                                      |           |                                                |
| Mogil'nyj 08:10 12:10 59:08 Domi 23:12 Renberg 54:21 | Marcatori | 09:12 Weinrich 25:54 Brashear 26:56 Desjardins |

| Arbitri: | Marc Joannette Bill McCreary |

|                 |           |                                                      |
| Mogil'nyj 24:38 | Marcatori | 12:09 Gagné 17:47 Roenick 26:20 Recchi 30:34 LeClair |

| Arbitri: | Paul Devorski Kevin Pollock |

|                                              |           |                                                   |
| Weinrich 04:02 Desjardins 08:02 Recchi 42:19 | Marcatori | 08:39 Reichel 22:18 87:20 Kaberle 36:20 Mogil'nyj |

| Arbitri: | Don Koharski Stephen Walkom |

|                                   |           |                          |
| Recchi 01:16 113:54 Roenick 20:54 | Marcatori | 04:06 Green 41:51 Sundin |

| Arbitri: | Don Koharski Stephen Walkom |

|            |           |                                                |
| Berg 02:34 | Marcatori | 14:30 48:41 Kapanen 16:25 Juškevič 34:35 Gagné |

| Arbitri: | Paul Devorski Dan Marouelli |

|               |           |                           |
| Roenick 35:23 | Marcatori | 10:35 Reichel 90:51 Green |

| Arbitri: | Don Koharski Dan Marouelli |

|               |           |                                                                            |
| Roberts 33:50 | Marcatori | 16:23 Gagné 19:08 Williams 28:18 Primeau 36:16 39:22 Recchi 48:28 Lapointe |

### Semifinali di Conference

#### Ottawa - Philadelphia
| Arbitri: | Bill McCreary Kevin Pollock |

|                            |           |                                                       |
| Amonte 01:19 Kapanen 10:48 | Marcatori | 22:34 Havlat 25:33 Hossa 29:32 Alfredsson 51:49 Chára |

| Arbitri: | Paul Devorski Stephen Walkom |

|                          |           |  |
| Gagné 06:57 Recchi 53:02 | Marcatori |  |

| Arbitri: | Don VanMassenhoven Stephen Walkom |

|                                           |           |                             |
| Alfredsson 21:06 Hossa 40:22 Redden 66:43 | Marcatori | 04:35 LeClair 32:46 Kapanen |

| Arbitri: | Kerry Fraser Brad Watson |

|  |           |               |
|  | Marcatori | 17:06 Handzuš |

| Arbitri: | Don Koharski Dan Marouelli |

|                            |           |                                                                         |
| Lapointe 00:21 Somík 47:55 | Marcatori | 07:15 Smolinski 15:24 Alfredsson 28:07 Havlat 29:56 Bonk 46:59 Schaefer |

| Arbitri: | Bill McCreary Kevin Pollock |

|                                                                           |           |               |
| Schaefer 02:41 Fisher 07:00 Alfredsson 34:06 Smolinski 36:27 Havlat 53:37 | Marcatori | 38:07 Handzuš |

#### New Jersey - Tampa Bay
| Arbitri: | Stephane Auger Don Koharski |

|  |           |                                                  |
|  | Marcatori | 47:41 Langenbrunner 51:28 Madden 57:09 Stevenson |

| Arbitri: | Kerry Fraser Don VanMassenhoven |

|                               |           |                                                   |
| Dingman 12:25 St. Louis 39:38 | Marcatori | 39:26 Rafalski 50:26 Marshall 62:09 Langenbrunner |

| Arbitri: | Marc Joannette Dan Marouelli |

|                                           |           |                                                            |
| Madden 26:38 Marshall 27:34 Friesen 35:06 | Marcatori | 04:19 Prospal 09:21 St. Louis 16:16 Modin 46:08 Andreychuk |

| Arbitri: | Paul Devorski Kevin Pollock |

|                                       |           |                 |
| Gomez 04:52 Eliáš 16:33 Stevens 53:13 | Marcatori | 11:30 Cullimore |

| Arbitri: | Stephen Walkom Brad Watson |

|                |           |                                      |
| Alekseev 11:18 | Marcatori | 13:27 S. Niedermayer 111:12 Marshall |

### Finale di Conference

#### Ottawa - New Jersey
| Arbitri: | Marc Joannette Dan Marouelli |

|                                 |           |                                        |
| Nieuwendyk 34:19 Pandolfo 36:51 | Marcatori | 06:10 Neil 07:23 White 63:08 Van Allen |

| Arbitri: | Bill McCreary Kevin Pollock |

|                                                         |           |            |
| Albelin 04:15 Friesen 17:21 Madden 36:33 Pandolfo 54:29 | Marcatori | 22:05 Bonk |

| Arbitri: | Kerry Fraser Brad Watson |

|  |           |              |
|  | Marcatori | 10:48 Brylin |

| Arbitri: | Don Koharski Stephen Walkom |

|                             |           |                                                                      |
| Rachůnek 19:45 Varaďa 27:08 | Marcatori | 07:25 Marshall 36:43 Pandolfo 40:41 Friesen 44:17 Eliáš 47:35 Madden |

| Arbitri: | Paul Devorski Kevin Pollock |

|               |           |                                       |
| Stevens 26:19 | Marcatori | 23:59 White 47:59 Havlat 52:28 Spezza |

| Arbitri: | Dan Marouelli Bill McCreary |

|                           |           |                  |
| Bonk 37:49 Phillips 75:51 | Marcatori | 42:41 Nieuwendyk |

| Arbitri: | Paul Devorski Bill McCreary |

|                                         |           |                           |
| Langenbrunner 23:52 25:46 Friesen 57:46 | Marcatori | 03:33 Arvedson 41:53 Bonk |

## Western Conference

### Quarti di finale di Conference

#### Dallas - Edmonton
| Arbitri: | Don Koharski Tim Peel |

|                           |           |              |
| Smyth 23:22 Horcoff 27:10 | Marcatori | 08:52 Modano |

| Arbitri: | Dennis LaRue Don VanMassenhoven |

|                |           |                                                                      |
| Reasoner 06:35 | Marcatori | 10:03 Zubov 14:12 19:10 Young 38:52 Arnott 44:21 Modano 46:39 Dahlén |

| Arbitri: | Dan Marouelli Dean Warren |

|                             |           |                                         |
| Arnott 10:50 Lehtinen 43:23 | Marcatori | 42:33 Laraque 44:40 Pisani 45:38 Dvořák |

| Arbitri: | Dan Marouelli Brad Meier |

|                                        |           |               |
| Zubov 01:18 Barnes 45:52 Kapanen 46:15 | Marcatori | 42:07 Horcoff |

| Arbitri: | Michael McGeough Brad Watson |

|                           |           |                                                           |
| Comrie 49:18 Brewer 58:08 | Marcatori | 09:02 Young 09:55 45:39 Zubov 25:34 Modano 59:33 Malhotra |

| Arbitri: | Kerry Fraser Kevin Pollock |

|                                        |           |                           |
| Young 00:43 Boucher 10:39 Modano 53:08 | Marcatori | 22:22 Smyth 28:34 Horcoff |

#### Detroit - Anaheim
| Arbitri: | Kevin Pollock Brad Watson |

|                           |           |                |
| Oates 15:33 Kariya 103:18 | Marcatori | 04:15 Shanahan |

| Arbitri: | Eric Furlatt Stephen Walkom |

|                                      |           |                                |
| Čistov 07:17 Krog 53:34 Thomas 55:46 | Marcatori | 22:14 Woolley 26:39 Robitaille |

| Arbitri: | Don VanMassenhoven Brad Watson |

|                 |           |                             |
| Holmström 53:44 | Marcatori | 22:31 Påhlsson 41:44 Čistov |

| Arbitri: | Dave Jackson Rob Shick |

|                                |           |                                       |
| Zetterberg 13:23 Fëdorov 57:45 | Marcatori | 15:08 Kariya 44:35 Krog 66:53 Rucchin |

#### Colorado - Minnesota
| Arbitri: | Paul Devorski Michael McGeough |

|                                                    |           |                          |
| Kuba 25:33 Gáborík 29:28 Walz 29:53 Brunette 56:00 | Marcatori | 33:32 Sakic 57:01 Hejduk |

| Arbitri: | Dave Jackson Don Koharski |

|                           |           |                                           |
| Walz 08:09 Brunette 59:29 | Marcatori | 04:22 Hejduk 14:41 de Vries 45:49 Willsie |

| Arbitri: | Rob Shick Stephen Walkom |

|                                          |           |  |
| Tanguay 03:33 Sakic 33:58 Forsberg 47:55 | Marcatori |  |

| Arbitri: | Michael McGeough Kevin Pollock |

|                                |           |               |
| Sakic 06:10 08:04 Hinote 58:41 | Marcatori | 57:20 Gáborík |

| Arbitri: | Bill McCreary Don VanMassenhoven |

|                                        |           |                              |
| Mitchell 03:41 Kuba 23:45 Dupuis 38:42 | Marcatori | 42:01 Reinprecht 59:32 Blake |

| Arbitri: | Kerry Fraser Kevin Pollock |

|                            |           |                                |
| Sakic 56:34 de Vries 58:28 | Marcatori | 41:45 64:22 Park 52:06 Gáborík |

| Arbitri: | Kerry Fraser Brad Watson |

|                                           |           |                            |
| Dupuis 27:38 Gáborík 55:32 Brunette 63:25 | Marcatori | 26:16 Forsberg 53:15 Sakic |

#### Vancouver - St. Louis
| Arbitri: | Dan Marouelli Dean Warren |

|                                                                           |           |  |
| Stillman 01:30 Nash 02:01 Tkachuk 21:38 Chabanov 35:05 50:10 Weight 56:18 | Marcatori |  |

| Arbitri: | Dan Marouelli Rob Shick |

|               |           |                              |
| Demitra 59:05 | Marcatori | 03:33 Klatt 38:54 Jovanovski |

| Arbitri: | Stephane Auger Don Koharski |

|             |           |                                  |
| Malík 38:53 | Marcatori | 21:44 Demitra 30:07 59:41 Weight |

| Arbitri: | Marc Joannette Don VanMassenhoven |

|               |           |                                                |
| Näslund 11:57 | Marcatori | 24:35 Pronger 35:07 Drake 54:09 55:46 Ručinský |

| Arbitri: | Kerry Fraser Kevin Pollock |

|                                          |           |                                                                    |
| Nash 27:02 Stillman 47:57 Ručinský 59:04 | Marcatori | 02:12 Sopel 28:36 Bertuzzi 36:24 Morrison 38:28 Näslund 59:11 Salo |

| Arbitri: | Bill McCreary Brad Watson |

|                                                            |           |                                     |
| Näslund 03:49 Öhlund 14:25 H. Sedin 28:52 Jovanovski 36:12 | Marcatori | 10:42 50:13 Weight 46:21 Boguniecki |

| Arbitri: | Bill McCreary Stephen Walkom |

|                |           |                                                          |
| Ručinský 01:00 | Marcatori | 11:54 H. Sedin 27:20 Morrison 32:25 Näslund 40:28 Linden |

### Semifinali di Conference

#### Dallas - Anaheim
| Arbitri: | Michael McGeough Stephen Walkom |

|                                                             |           |                                         |
| Krog 13:08 R. Niedermayer 24:04 Rucchin 28:58 Sýkora 140:48 | Marcatori | 17:39 Hatcher 36:32 Arnott 57:13 Morrow |

| Arbitri: | Don Koharski Brad Watson |

|                                                |           |                           |
| Oates 10:17 R. Niedermayer 58:51 Leclerc 61:44 | Marcatori | 19:58 Morrow 28:39 Modano |

| Arbitri: | Bill McCreary Kevin Pollock |

|                      |           |               |
| Lehtinen 02:24 23:41 | Marcatori | 16:09 Rucchin |

| Arbitri: | Bill McCreary Dean Warren |

|  |           |               |
|  | Marcatori | 58:13 Leclerc |

| Arbitri: | Kerry Fraser Marc Joannette |

|              |           |                                               |
| Kariya 44:02 | Marcatori | 09:20 DiMaio 14:20 Barnes 38:10 55:12 Kapanen |

| Arbitri: | Paul Devorski Dan Marouelli |

|                                         |           |                                                     |
| Muller 05:10 Kapanen 34:20 Morrow 54:49 | Marcatori | 22:25 Thomas 24:23 Čistov 43:22 Salej 58:54 Ozoliņš |

#### Vancouver - Minnesota
| Arbitri: | Marc Joannette Dan Marouelli |

|                                |           |                                                        |
| Žoltoks 17:08 Walz 42:58 48:11 | Marcatori | 21:33 Jovanovski 31:12 Näslund 39:58 Cooke 63:42 Klatt |

| Arbitri: | Michael McGeough Dean Warren |

|                                        |           |                               |
| Gáborík 24:40 Žoltoks 41:02 Walz 42:05 | Marcatori | 37:18 Jovanovski 58:28 Öhlund |

| Arbitri: | Stephane Auger Don Koharski |

|                                                |           |                          |
| Morrison 06:25 Jovanovski 24:34 D. Sedin 32:33 | Marcatori | 11:47 Kuba 30:08 Gáborík |

| Arbitri: | Paul Devorski Kevin Pollock |

|                                          |           |                     |
| Cooke 42:09 Jovanovski 57:54 Sopel 75:52 | Marcatori | 19:22 43:14 Gáborík |

| Arbitri: | Kerry Fraser Don VanMassenhoven |

|                                                                                       |           |                               |
| Park 03:20 Ronning 21:08 36:07 Marshall 27:44 Brunette 30:16 Gáborík 32:47 Walz 56:20 | Marcatori | 18:13 Morrison 39:17 H. Sedin |

| Arbitri: | Paul Devorski Stephen Walkom |

|                  |           |                                                                      |
| Jovanovski 48:57 | Marcatori | 25:22 50:37 Brunette 35:31 Sekeráš 46:57 Hendrickson 49:25 Laaksonen |

| Arbitri: | Bill McCreary Kevin Pollock |

|                                                 |           |                             |
| Dupuis 35:30 57:27 Walz 48:05 Hendrickson 54:48 | Marcatori | 32:29 Öhlund 32:30 Bertuzzi |

### Finale di Conference

#### Minnesota - Anaheim
| Arbitri: | Don Koharski Brad Watson |

|              |           |  |
| Sýkora 88:06 | Marcatori |  |

| Arbitri: | Paul Devorski Stephen Walkom |

|                                  |           |  |
| Sauer 27:24 R. Niedermayer 48:06 | Marcatori |  |

| Arbitri: | Marc Joannette Dan Marouelli |

|  |           |                                               |
|  | Marcatori | 04:59 Rucchin 28:20 33:51 Kariya 32:16 Čistov |

| Arbitri: | Bill McCreary Kevin Pollock |

|                |           |                   |
| Brunette 04:37 | Marcatori | 08:30 29:31 Oates |

## Finale Stanley Cup
La finale della Stanley Cup 2003 è stata una serie al meglio delle sette gare che ha determinato il campione della National Hockey League per la stagione 2002-03. I New Jersey Devils hanno sconfitto i Mighty Ducks of Anaheim in sette partite e si sono aggiudicati la Stanley Cup per la terza volta nella loro storia. Per i Devils fu la terza finale nella loro storia, mentre per i Ducks fu la prima presenza dalla loro creazione nel 1993.

## Statistiche

### Classifica marcatori
La seguente lista elenca i migliori marcatori al termine dei playoff.

| Giocatore           | Squadra           | PG | G  | A  | Pt | +/- | MP |
| ------------------- | ----------------- | -- | -- | -- | -- | --- | -- |
| Jamie Langenbrunner | New Jersey Devils | 24 | 11 | 7  | 18 | +11 | 16 |
| Scott Niedermayer   | New Jersey Devils | 24 | 2  | 16 | 18 | +11 | 16 |
| Marián Gáborík      | Minnesota Wild    | 18 | 9  | 8  | 17 | +2  | 6  |
| John Madden         | New Jersey Devils | 24 | 6  | 10 | 16 | +10 | 2  |
| Marián Hossa        | Ottawa Senators   | 18 | 5  | 11 | 16 | -1  | 6  |
| Mike Modano         | Dallas Stars      | 12 | 5  | 10 | 15 | +2  | 4  |
| Jeff Friesen        | New Jersey Devils | 24 | 10 | 4  | 14 | +10 | 6  |
| Markus Näslund      | Vancouver Canucks | 14 | 5  | 9  | 14 | -6  | 18 |
| Sergej Zubov        | Dallas Stars      | 12 | 4  | 10 | 14 | +2  | 4  |
| Wes Walz            | Minnesota Wild    | 18 | 7  | 6  | 13 | +5  | 14 |

### Classifica portieri
Questa è una tabella che combina i cinque migliori portieri dei playoff per media di gol subiti a gara con i cinque migliori portieri per percentuale di parate, con almeno quattro partite disputate. La tabella è ordinata per la media gol subiti, e i criteri di inclusione sono in grassetto.

| Giocatore              | Squadra              | PG | Min     | V  | S | OTS | TC  | GS | SO | Sv%  | MGS  |
| ---------------------- | -------------------- | -- | ------- | -- | - | --- | --- | -- | -- | ---- | ---- |
| Jean-Sébastien Giguère | Mighty Ducks Anaheim | 21 | 1407:02 | 15 | 6 | 0   | 697 | 38 | 5  | .945 | 1.62 |
| Martin Brodeur         | New Jersey Devils    | 24 | 1490:34 | 16 | 8 | 4   | 622 | 41 | 7  | .934 | 1.65 |
| Patrick Lalime         | Ottawa Senators      | 18 | 398:22  | 11 | 7 | 0   | 449 | 34 | 1  | .924 | 1.82 |
| Marty Turco            | Dallas Stars         | 12 | 1655:00 | 6  | 6 | 2   | 310 | 25 | 0  | .919 | 1.88 |
| Manny Fernandez        | Minnesota Wild       | 9  | 552:22  | 3  | 4 | 3   | 253 | 18 | 0  | .929 | 1.96 |
| Olaf Kölzig            | Washington Capitals  | 6  | 403:55  | 2  | 4 | 2   | 192 | 14 | 1  | .927 | 2.08 |